# Червона Гірка (Інгулець)
Черво́на Гі́рка  — житловий масив старої частини Інгулецького району Кривого Рогу в колишньому місті Інгулець.
Виник на початку ХХ століття поблизу шахти «Філіція» як гірниче селище.
До складу входять вулиці Весела, Кампанелли, Робітнича, Ясна. Являє собою приватний сектор. Поруч із селищем розташовані затоплені кар'єри, що становлять ландшафтний заказник місцевого значення Візирка.